# Bandera de Oviedo
La  bandera de Oviedo, en el Principado de Asturias (España) es completamente de color azul, y tiene en el centro de la misma el Escudo de Oviedo. 
Es una bandera simple, de color azul oscuro y en el interior del escudo se encuentra la cruz de los Ángeles.
- Datos: Q3395407